# CBS Columbia Square
Ne doit pas être confondu avec CBS Television City ou CBS Studio Center.
CBS Columbia Square était le studio de radio et de télévision de Columbia Broadcasting System situé sur Sunset Boulevard à Los Angeles. De 1938 à 2007 il accueillait les bureaux de CBS pour la côte Ouest, les radios locales KNX et KCBS-FM diffusées dans la région de Los Angeles de CBS pui entre 1949 et 1952, les premières émissions de télévision de KCBS-TV
Il existe deux autres studios de CBS à Los Angeles, le CBS Television City, dédié uniquement à la télévision et CBS Studio Center pour la télévision et le cinéma.

## Historique
Le site était depuis 1911 celui des Nestor Studios californiens (Nestor avait aussi un studio à Bayonne dans le New Jersey). En 1935, Columbia Broadcasting System achète le terrain et rase tous les édifices, bureaux et plateaux de tournages. La société de radio construit alors les locaux de son siège opérationnel pour la côte ouest et de ses stations de radios locales. Pour un budget total de 2 millions de $, CBS inaugure le 30 avril 1938 son nouveau "siège social occidental" conçu par l'architecte suisse William Lescaze dans le Style international.
Le complexe compte lors de son inauguration 8 plateaux de tournage ou d'enregistrement. Les Studios 1 à 4 étaient situés à gauche de l'entrée principale, les studios 5, 6 et 7 à l'étage. Le dernier studio, nommé Columbia Playhouse était un large auditorium de 1 050 places situé au fond de la cour intérieure. Le bâtiment comprenant aussi le Brittingham's Radio Center Restaurant, une boutique de vêtements pour homme et une agence de la Bank of America.
En 1940, deux salles supplémentaires de près de 350 places chacune, nommées Studio B et Studio C ont été construites à l'est de l'auditorium principal renommé pour l'occasion Studio A.
En 2003, Sungow Corp achète le terrain et ses bâtiments pour 15 millions de $.
Le 12 août 2005, la station de radio KNX diffusa sa dernière émission depuis Columbia Square et déménagea sur le Miracle Mile du Wilshire Boulevard. 
En août 2006, l'ensemble est acheté par la société Molasky Pacific LLC basée à Las Vegas pour 66 millions de $.
Le 21 avril 2007, les chaînes de télévision KCBS-TV et KCAL-TV stoppèrent leurs retransmissions depuis Columbia Square au profit du CBS Studio Center.